# Nilo (kommun)
Nilo är en kommun i Colombia.   Den ligger i departementet Cundinamarca, i den centrala delen av landet, 60 km sydväst om huvudstaden Bogotá. Antalet invånare är 14 174.